# The Celts (canção)
The Celts é um single da cantora Enya, lançado em 1992 pela Warner Music.